# Красный Партизан (Калмыкия)
Красный партизан — село в Яшалтинском районе Калмыкии, в России. Административный центр Краснопартизанского сельского муниципального образования.
Население - 350 человек (2021)

## История
Дата основания не установлена. Предположительно село основано в период коллективизации, когда здесь была образована коммуна "Красный партизан". По состоянию на 1938 год административный центр Краснопартизанского сельсовета Яшалтинского улуса.
Летом 1942 года село Красный Партизан, как и другие населённые пункты района, было кратковременно оккупировано (освобождено в январе 1943 года). 28 декабря 1943 года калмыцкое население было депортировано. Село, как и другие населённые пункты Яшалтинского улуса Калмыцкой АССР было передано в состав Ростовской области. Возвращено в состав вновь образованной Калмыцкой автономной области в 1957 году. Впоследствии здесь был организован мясосовхоз "Яшалтинский".
18 октября 1990 года постановлением Верховного Совета Калмыцкой АССР с центром в селе Красный Партизан был образован Краснопартизанский сельский Совет Яшалтинского района.

## Физико-географическая характеристика
Село расположено на востоке Яшалтинского района, в пределах Ставропольской возвышенности, у границы со Ставропольским краем. Село находится по правой стороне небольшой балки, являющейся правым притоком реки Джалга. Рельеф местности ровный (с небольшим уклоном в сторону балки). Высота местности над уровнем моря - 63 м.  В окрестностях села распространены чернозёмы маломощные малогумусные и темнокаштановые почвы различного гранулометрического состава.
По автомобильной дороге расстояние до столицы Калмыкии города Элиста составляет 180 км, до районного центра села Яшалта - 57 км. Ближайший населённый пункт - посёлок Октябрьский, расположенный в 16 км к северо-востоку от села. К селу имеется подъезд от автодороги Яшалта - Дивное (11 км).
Согласно классификации климатов Кёппена-Гейгера посёлок находится в зоне континентального климата с относительно холодной зимой и жарким летом (индекс Dfa). Среднегодовая норма осадков - 414 мм, наибольшее количество осадков выпадает в июне - 53 мм, наименьшее в феврале и марте - по 24 мм. 
Часовой пояс
Красный Партизан, как и вся Республика Калмыкия, находится в часовой зоне МСК (московское время). Смещение применяемого времени относительно UTC составляет +3:00.

## Население
В конце 1980-х в селе проживало около 430 человек.
| 2002 | 2010 | 2011 | 2012 | 2013 | 2014 | 2015 |
| ---- | ---- | ---- | ---- | ---- | ---- | ---- |
| 354  | ↗375 | ↗378 | ↗381 | ↘365 | ↘360 | ↗368 |
| 2016 | 2017 | 2018 | 2019 | 2020 | 2021 |      |
| ↘352 | ↘340 | ↘333 | ↘327 | ↘320 | ↗350 |      |

Национальный состав
По данным Всероссийской переписи населения 2010 года большинство населения села составляют русские (63 %), значительную долю населения также составляют народы Дагестана (кумыки (17 %), даргинцы (8 %), аварцы (3 %)). Согласно результатам переписи 2002 года большинство населения посёлка составляли русские (61 %)

## Социальная инфраструктура
В Красном Партизане нет дома культуры и библиотеки. Среднее образование жители посёлка получают Краснопартизанской средней общеобразовательной школе. Mедицинским обслуживанием жителей села  не обеспечивают фельдшерско-акушерский пункт и Яшалтинская центральная районная больница за 60 км от Красного Партизана.. Ближайшее отделение скорой медицинской помощи расположено в селе Яшалта.
Село электрифицировано и газифицировано, действует система централизованного водоснабжения. Водоотведение обеспечивается за счёт использования выгребных ям.

## Экономика
Основной сферой занятости является сельское хозяйство. Население занято и личных подсобных хозяйствах и СПК "Яшалтинский" (правопремник одноимённого мясосовхоза)